# Roman Patkoló
Roman Patkoló (* 6. Februar 1982 in Žilina) ist ein slowakischer Kontrabassist und Hochschullehrer.

## Leben und Wirken
Patkoló besuchte von 1996 bis 1998 das Konservatorium in Žilina, wo er von Ján Krigovský und Ružena Šípková ausgebildet wurde. Ab 1998 begann er sein Studium an der Musikhochschule München bei Klaus Trumpf, das er im Jahr 2005 mit dem Meisterklassendiplom abschloss. Von 1999 bis 2011 war er Stipendiat der Anne-Sophie-Mutter-Stiftung. Er ist Preisträger mehrerer internationaler Wettbewerbe, Kulturpreise und des Opus Klassik.
Patkoló trat als Solist und auch im Duo mit Anne-Sophie Mutter, André Previn und Maxim Vengerov in Europa und in den USA auf, unter anderem mit Orchestern wie der Philharmonie der Nationen, dem London Symphony Orchestra, dem Boston Symphony Orchestra, dem Deutschen Symphonie-Orchester Berlin, der Tschechischen Philharmonie, der Camerata Moskau, dem SWR Symphonieorchester, den Virtuosi di Kuhmo, dem Münchener Kammerorchester und dem National Symphony Orchestra Washington. Er konzertierte zudem bei Festivals wie dem Rheingau Musik Festival, den Festspielen Mecklenburg-Vorpommern, dem Lucerne Festival, dem Verbier Festival, dem Yehudi Menuhin Festival und dem Prager Frühling.
Zudem spielt er seit seinem Studium kammermusikalisch im Kontrabass-Ensemble Bassiona Amorosa, Gemeinsam mit diesem Ensemble wurde er 2003 mit dem Europäischen Quartettpreis der Europäischen Kulturstiftung Pro Europa ausgezeichnet.
Gemeinsam mit Anne-Sophie Mutter brachte er zahlreiche Werke zur Uraufführung, so zum Beispiel das Doppelkonzert für Violine und Kontrabass von André Previn mit dem Boston Symphony Orchestra (2007), Dyade für Violine und Kontrabass von Wolfgang Rihm (2011) sowie Duo concertante per violino e contrabbasso von Krzysztof Penderecki (2013).
Seit 2006 ist Patkoló stellvertretender Solo-Kontrabassist der Philharmonia Zürich am Opernhaus Zürich. Daneben lehrte er seit 2007 als Professor für Kontrabass an der Musikhochschule München, bis er 2009 an die Musikhochschule Basel wechselte.

## Preise (Auswahl)
- 1999: 1. Preis 1999 beim Internationalen Kontrabasswettbewerb der International Society of Bassists in der Kategorie unter 18 Jahre[1]

- 2000: 1. Preis beim ersten Internationalen J.M. Sperger Wettbewerb für Kontrabass[7]
- 2002: Europäischer Förderpreis für junge Künstler des Europäischen Kulturpreises Pro Europa[1][8]
- 2003: 2. Preis beim Internationalen Musikwettbewerb der ARD[9]
- 2005: Glenn-Gould-Preis als Protégé in Toronto
- 2011: Aida-Stucki-Preis[10]
- 2018: Opus Klassik in der Kategorie Instrumentalist des Jahres (Kontrabass)[11]

## Diskografie (Auswahl)
- Roman Patkoló. Werke von u. a. Václav Vačkář, Angheluș Dinicu, Enniio Morricone, Max Bruch, Leonard Bernstein (Hudobné centrum/Music Centre Slovakia; 2012)
- The Six Seasons. Werke von u. a. Felix Mendelssohn Bartholdy, Pablo de Sarasate, Gabriel Fauré (Après un reve) oder Nicolo PaganiniMit Oleksandra Fedosova, Klavier (Nasswetters Music Group; 2018)[12]
- Johann Matthias Sperger: Kontrabasskonzerte Nr. 2 und 15. Kurpfälzisches Kammerorchester Mannheim, Dirigent: Johannes Schlaefli (Cpo: 2020)
- Johann Matthias Sperger: Kontrabasskonzerte Nr. 1 und 8. Südwestdeutsches Kammerorchester Pforzheim, Dirigent: Douglas Bostock (Cpo; 2021)